# اليسار الجديد (بولندا)
اليسار الجديد هو حزب سياسي ديمقراطي اجتماعي في بولندا. يتم وضعه على يسار الوسط على الطيف السياسي. قادتها هم روبرت بيدرون وودزيمييرز.
تم تشكيلها في عام 2021 كدمج بين تحالف اليسار الديمقراطي وحزب الربيع، على الرغم من أن خطط الدمج بدأت في عام 2020. وهي جزء من ائتلاف اليسار، جنبًا إلى جنب مع حزب اليسار معًا. يحمل آراء مؤيدة لأوروبا.

## التاريخ
تعاون الربيع وتحالف اليسار الديمقراطي في البداية في عام 2019 خلال الانتخابات البرلمانية في أكتوبر 2019 كجزء من تحالف اليسار. بعد الانتخابات تم الإعلان عن خطة دمج الحزبين. نتيجة لذلك في عام 2020 غير الحزب الديمقراطي اليساري اسمه إلى اليسار الجديد حيث كان من المقرر أن يعتمد الحزب الجديد على هياكل التحالف. ومع ذلك تم تأجيل المزيد من الخطط المتعلقة بالاندماج بسبب جائحة كوفيد 19.
في 11 يونيو 2021 صوتت الجمعية العامة للربيع لصالح حل الحزب من أجل الاندماج مع تحالف اليسار الديمقراطي.